# Gaochun
Gaochun léase Káo-Chun (en chino simplificado, 高淳区; pinyin, Gāochún qū) es un distrito urbano bajo la administración directa de la Subprovincia de Nankín. Se ubica en la provincia de Jiangsu, este de la República Popular China. Su área es de 790 km² y su población total para 2010 fue más de 400 mil habitantes.

## Administración
El distrito de Gaochun se divide en 8 pueblos que se administran en 6 subdistritos y 2 poblados.